# Comuna 3 (Duitama)
La comuna 3 es una de las 8 comunas de Duitama De Boyacá. Allí se encuentran 2 lugares muy importantes y visitados por los duitamenses y otros, el Primero es El Cementerio, muchos duitamenses lo visitan cada día visitando a sus familiares fallecidos y el otro lugar sobresaliente es La Cárcel Municipal la cual es visitada por las familias de personas privadas de la libertad siendo la gran mayoría de la jurisdicción del tundama. Se destaca la Avenida Las Américas como vía principal. Esta comuna contiene numerosos conjuntos residenciales (se destacan 8).
División política y administrativa
Los 6 barrios pertenecientes a la comuna son:
Las Delicias, Villa Korina, Alcázares, Santa Lucía, Divino Niño, Progreso Sector Guadalupe, Cundinamarca, Cerro Pino, Rincón del Cargua, Boyacá, Cargua, La Fuente, Américas, El Recreo y Primero de Mayo.
- Datos: Q5780362